# 複製技術時代の芸術
「複製技術時代の芸術作品」（ふくせいぎじゅつじだいのげいじゅつさくひん、ドイツ語: Das Kunstwerk im Zeitalter seiner technischen Reproduzierbarkeit）は、ドイツの文化評論家ヴァルター・ベンヤミンが1936年に著した評論である。この評論はカルチュラル・スタディーズやメディア論の領域に大きな影響を及ぼした。「芸術の政治学における革命的な要求の定式化に有用な」芸術理論を説明するために生み出されたものだとベンヤミンは書いている。ベンヤミンの評論の中で最も頻繁に引用されるものである。

## 概要
ベンヤミンは優れた芸術作品を前にして人が経験するであろう畏怖や崇敬の感覚を指して「アウラ」という語を用いた。従ってアウラは原始的・封建的・ブルジョワ的な権力構造や、さらには魔術や（宗教的または世俗的な）儀式と芸術との伝統的な結び付きを示すものである。
「世界史において初めて、機械的な複製は芸術作品を儀式への寄生的な依存から解き放った」とベンヤミンは書いた。
さらに、「芸術のための芸術」を反ファシズムの観点から批判し、未来派を引き合いに出して、この標語はファシズムにおいて「完遂された」と明言した。

## 影響・批評

### 芸術の政治学
他のフランクフルト学派の著述家たち、とりわけベンヤミンの友人テオドール・アドルノは、結果としてもたらされる大衆消費に典型的な「散漫な」芸術との関係を心配し、アウラの喪失によって、革新的な省察や創造たり得るものの余地までもが失われるのではないかと論じた。対照的に、ベンヤミンはアウラの喪失はもっと複雑な歴史的展開であり、文化的事物との接触と、それらへの批判的態度の双方を民主化する可能性を持った曖昧な力であると論じた。「儀式に基づく代わりに、（芸術は）別の実践に基づこうとし始めている――政治である。」ベンヤミンにとって、社会のコントロールのために政治を美化するファシズムとは対照的に、芸術の政治化が共産主義の目的でなければならなかった。

### 21世紀の視点
批評家の濱野智史は、ニコニコ動画のような現実社会では不可能な「非同期だが同期」という疑似同期の仕組みが登場したことで本書の構図は崩れているとし、「21世紀は芸術を体験する条件『いま・ここ性』さえもが複製可能になった」とした。

## 翻訳
- 『複製技術時代の芸術』（川村二郎・高木久雄・高原宏平・野村修訳、佐々木基一解説）
晶文社「著作集2」、1970年。新版・晶文社クラシックス、1999年
  - 旧版『複製技術時代の芸術』（紀伊国屋書店、1965年）
- 『ボードレール 他五篇 ベンヤミンの仕事2』（野村修編訳、岩波文庫、1994年）
- 『近代の意味 ベンヤミン・コレクション1』（浅井健二郎編訳・久保哲司ほか訳、ちくま学芸文庫、1995年）
- 『ベンヤミン・アンソロジー』（山口裕之編訳、河出文庫、2011年）。訳題は「技術的複製可能性の時代の芸術作品」

### 作品論
- 多木浩二 『ベンヤミン「複製技術時代の芸術作品」精読』（岩波現代文庫、2000年）
- 遠藤薫 『廃墟で歌う天使 ベンヤミン『複製技術時代の芸術作品』を読み直す』（現代書館「いま読む！名著」、2013年）